# Święto Żandarmerii Wojskowej
Święto Żandarmerii Wojskowej – polskie święto Żandarmerii Wojskowej obchodzone corocznie 13 czerwca, na mocy ustawy z dnia 24 sierpnia 2001 roku.
Dzień ten nie jest dniem wolnym od pracy.

## Historia
Data obchodów nie jest przypadkowa i nawiązuje do dziedzictwa tradycji Dywizjonu Karabinierów Konnych z 1831 roku oraz formacji żandarmerii z lat 1914–1945. W historii polskiej żandarmerii 13 czerwca 1831 roku powołano „Służbę Polową” na mocy rozkazu wydanego przez gen. Tomasza Łubieńskiego.
Z kolei 12 grudnia 1935 roku minister spraw wojskowych gen. bryg. Tadeusz Kasprzycki unieważnił daty świąt dywizjonowych oraz zatwierdził dzień 13 czerwca jako datę święta żandarmerii. W dniach 12–14 czerwca 1936 roku w Krakowie, po raz pierwszy, uroczyście obchodzono święto żandarmerii. W obchodach wzięło udział ponad 700 żołnierzy z wszystkich oddziałów żandarmerii. Pierwsze święto poświęcone zostało wyłącznie oddaniu hołdu pamięci Marszałka Józefa Piłsudskiego.
W 1946 roku rząd brytyjski przejął na siebie przeprowadzenie demobilizacji Polskich Sił Zbrojnych, tworząc Polski Korpus Przysposobienia i Rozmieszczenia. Utrzymano w nim formacje żandarmerii, które miały pomóc w zapewnieniu ładu, porządku i dyscypliny wśród demobilizowanych żołnierzy. Był to tym samym koniec żandarmerii wojskowej II Rzeczypospolitej. W Polska Rzeczpospolita Ludowa od 1957 r. funkcję żandarmerii pełniła Wojskowa Służba Wewnętrzna.
1 września 1990 roku Żandarmeria Wojskowa została reaktywowana.

## Obchody
Święto Żandarmerii Wojskowej po raz pierwszy obchodzono w czerwcu 1994 roku, ustanowione decyzją Ministra Obrony Narodowej z dnia 26 kwietnia tegoż roku. Z braku opracowań traktujących o historii żandarmerii przez kilka kolejnych lat święto utożsamiane było z rocznicą bitwy pod Dębem Wielkim, która faktycznie miała miejsce 31 marca 1831 roku.
Polska żandarmeria aktywnie uczestniczyła i uczestniczy w misjach pokojowych i stabilizacyjnych pod auspicjami NATO, ONZ, UE. Żandarmi pełnili służbę w Iraku, Syrii, Libanie, Demokratycznej Republice Konga i w Czadzie. Aktualnie żołnierze ŻW są obecni w Afganistanie, Bośni i Hercegowinie oraz Kosowie. Im również ten dzień jest poświęcony.